# خوسيه لويس مونيوث
خوسيه لويس مونيوث (بالإسبانية: José Alberto Muñoz Muñoz)‏ (24 يوليو 1987 في تشيلي - ) هو لاعب كرة قدم تشيلي في مركز الهجوم. لعب مع إيفرتون دي فينا ديل مار ونادي أونيفرسيداد كاتوليكا وديبورتيفو نوبلينس ‏ وديبورتيس ماجالانز.

## وصلات خارجية
- خوسيه لويس مونيوث على موقع قاعدة بيانات كرة القدم.إي يو (الإنجليزية)
- خوسيه لويس مونيوث على موقع Soccerway.com (الإنجليزية)
- خوسيه لويس مونيوث على موقع AS.com (الإسبانية)